# Campionati del mondo di ciclocross 1963
I Campionati del mondo di ciclocross 1963 si svolsero a Calais, in Francia, il 17 febbraio.

## Medagliere
| Pos.   | Nazione        | Oro | Argento | Bronzo | Totale |
| ------ | -------------- | --- | ------- | ------ | ------ |
| 1      | Germania Ovest | 1   | 0       | 0      | 1      |
| 2      | Italia         | 0   | 1       | 0      | 1      |
| 3      | Francia        | 0   | 0       | 1      | 1      |
| Totale | Totale         | 1   | 1       | 1      | 3      |

## Sommario degli eventi
| Eventi         | Oro                           | Tempo  | Argento             | Tempo   | Bronzo                  | Tempo   |
| Uomini         |                               |        |                     |         |                         |         |
| Elite dettagli | Rolf Wolfshohl Germania Ovest | 45'52" | Renato Longo Italia | a 1'20" | André Dufraisse Francia | a 2'39" |